# Marty
Marty är en amerikansk romantisk dramafilm från 1955 i regi av Delbert Mann. I huvudrollerna ses Ernest Borgnine och Betsy Blair. Filmen vann bland annat en Oscar för bästa film och Guldpalmen.

## Handling
Den italiensk-amerikanske slaktaren Marty (Ernest Borgnine) bor i Bronx tillsammans med sin mor. Han är vänlig men socialt tafatt, och är vid 34 års ålder ogift, trots ständiga påtryckningar från familj och vänner om att han ska gifta sig. Marty har inget emot äktenskap, men hans dåliga självförtroende har fått honom att resignera och han är inställd på att vara ungkarl för evigt. Hans mor tvingar honom att gå till Stardust Ballroom en kväll och där träffar han lärarinnan Clara (Betsy Blair).

## Rollista
- Ernest Borgnine – Marty Piletti
- Betsy Blair – Clara

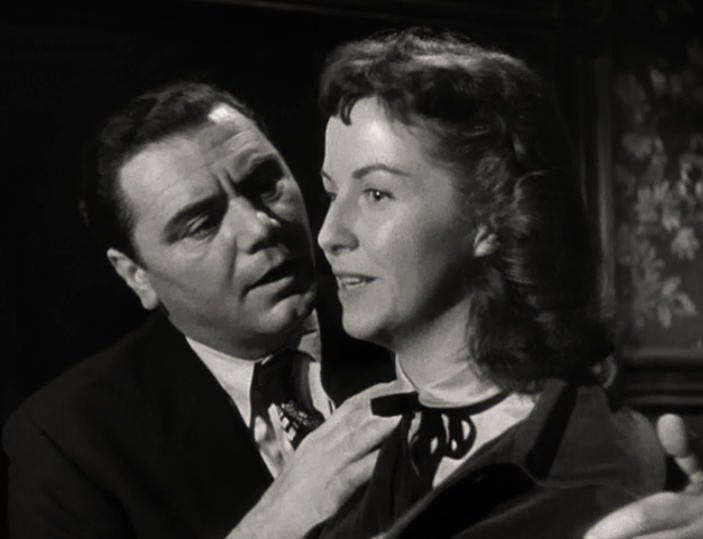
Marty Piletti (Ernest Borgnine) och Clara (Betsy Blair) i filmen.

- Esther Minciotti – Ms Piletti, Martys mamma
- Augusta Ciolli – Aunt Catherine
- Joe Mantell – Angie
- Karen Steele – Virginia
- Jerry Paris – Tommy
- Frank Sutton – Ralph (ej krediterad)